# The Link
The Link — музичний альбом гурту Gojira. Виданий 2003 року лейблом Boycott, Next, Gabriel. Загальна тривалість композицій становить 46:58. Альбом відносять до напрямків дез-метал, треш-метал, ґрув-метал, прогресивний метал.

## Список пісень
1. «The Link» — 5:08
2. «Death of Me» — 5:46
3. «Connected» — 1:19
4. «Remembrance» — 4:59
5. «Torii» — 1:48
6. «Indians» — 3:57
7. «Embrace the World» — 4:40
8. «Inward Movement» — 5:51
9. «Over the Flows» — 3:05
10. «Wisdom Comes» — 2:25
11. «Dawn» — 8:00